# Kryptopterus hexapterus
Kryptopterus hexapterus és una espècie de peix de la família dels silúrids i de l'ordre dels siluriformes.

## Morfologia
Els mascles poden assolir els 24 cm de llargària total.

## Distribució geogràfica
Es troba des de Tailàndia fins a Indonèsia.